# Arctia atrimargo
Arctia atrimargo là một loài bướm đêm thuộc phân họ Arctiinae, họ Erebidae.